# 남궁근
남궁 근(南宮槿, 1954년 1월 30일 ~ )은 제10대 서울과학기술대학교 총장을 역임한 대한민국의 행정학자이다.

## 학력
- 1976 : 서울대학교 정치학 학사
- 1978 : 서울대학교 행정대학원 행정학 석사
- 1989 : 피츠버그 대학교 대학원 행정학 박사

## 경력
| 기간              | 경력                                                 |
| ----------------- | ---------------------------------------------------- |
| 2019.01 ~ 2021.01 | 서울대학교 이사                                      |
| 2018.04 ~         | 정부업무평가위원회 민간위원장                        |
| 2015.10 ~         | 서울과학기술대학교 IT정책전문대학원 교수             |
| 2014.04           | 한국대학교육협의회 부회장                            |
| 2011.10 ~ 2015.10 | 제10대 서울과학기술대학교 총장                       |
| 2011              | 대통령소속사회통합위원회 지역분과위원                |
| 2011              | 사회통합위원회 지역분과위원                          |
| 2011              | 한국장학재단 삼성기부금 운영위원                     |
| 2010              | 교육과학기술부 고등교육정책 자문위원                 |
| 2010              | 조선대학교 법인이사                                  |
| 2010              | 교육과학기술부 청렴 옴부즈만                         |
| 2010              | UN 거버너스센터 자문위원                             |
| 2010              | 감사원 감사연구원 자문위원회 위원장                  |
| 2009              | 행정안전부 지방자치단체 자율통합지원위원회 위원장    |
| 2008 ~ 2009       | 서울과학기술대학교 교명변경위원회 위원장             |
| 2008 ~ 2009       | 서울과학기술대학교 규정심사위원회 위원장             |
| 2008              | 한국지방행정연구원 이사                              |
| 2008              | 한국소방안전협회 경영혁신협의회 위원                 |
| 2008 ~ 2009       | 지식경제부 한국부품소재산업진흥원 이사               |
| 2008              | 제43대 한국행정학회 회장                             |
| 2007 ~ 2009       | 교육과학기술부 대학설립심사위원회 위원장             |
| 2007 ~ 2009       | 행정정보공유추진위원회 위원장                        |
| 2007              | 아산사회복지재단 학술연구심사 평가위원               |
| 2006 ~ 2007       | 외교통상부 혁신추진위원회 위원장                     |
| 2006 ~ 2007       | 국가청렴위원회 자체평가위원회 위원장                 |
| 2004 ~ 2006       | 경인여자대학교 관선이사                              |
| 2003 ~ 2005       | 교육인적자원부 대학자율화, 구조개혁위원회 분과위원장 |
| 2003 ~ 2005       | 서울과학기술대학교 IT정책대학원 원장                 |
| 2002 ~ 2006       | 교육인적자원부 고등교육분과위원회 위원장             |
| 2001 ~ 2011.10    | 서울과학기술대학교 행정학과 교수                     |
| 1989 ~            | 미국행정학회 정회원                                  |
| 1982 ~ 2001       | 경상국립대학교 행정학과 교수                         |
| 1981 ~ 1982       | 경제기획원 사무관                                    |
| 1976              | 제19회 행정고시 합격                                 |